# Gabriel Hammerdörffer
Gabriel Hammerdörffer, auch Hammerdörfer, (* 28. Januar 1612 in Platten; † 30. Mai 1683 in Johanngeorgenstadt) war ein deutscher Zinnverleger und Kommunalpolitiker. Als böhmischer Exulant gehörte er zu den Gründern und Förderern von Johanngeorgenstadt und wurde mehrfach zum Bürgermeister dieser Exulanten- und Bergstadt im sächsischen Erzgebirge gewählt.

## Leben
Er war der Sohn von Simon Hammerdörffer, genannt Küttner, (1580–vor 1627) aus der böhmischen Bergstadt Platten und der Katharina geb. Preiß.
Aufgrund seines protestantischen Glaubens gehörte er zu denjenigen Bürgern Plattens, die – obwohl er Ratsverwandter in Platten war – 1653 per öffentlichen Anschlag aus der Stadt gebannt wurden. So sah er sich gezwungen, das Königreich Böhmen zu verlassen und sich am Fastenberg im Kurfürstentum Sachsen niederzulassen. Von dort aus richtete er gemeinsam mit anderen Exulanten im Winter 1654 ein Bittgesuch an den Kurfürsten Johann Georg I. von Sachsen, der die Gründung einer neuen Stadt gestattete. Er wurde noch im gleichen Jahr eines der ersten Ratsmitglieder und wurde 1656 gewählter Beisitzer des Rates der Stadt Johanngeorgenstadt und 1670 regierender Bürgermeister. In dieser Zeit stiftete er u. a. die Kosten für die Suche nach dem Bauplatz für eine Brettmühle und im Jahre 1669 100 Taler für die Anschaffung der Rathausuhr.
1659 waren die zurückgebliebenen Bürger der böhmischen Bergstadt Platten derart verarmt, dass sie ihre monatlichen Kriegs- und Landtagsgelder nicht mehr bezahlen konnten. Obwohl er aus Platten ausgewiesen worden war, half Gabriel Hammerdörffer den in Platten zurückgebliebenen Bürgern durch eine Geldleihe in Höhe von 512 Talern. 1670 wurde sein Sohn Christoph, den Hammerdörffer mit einem Wagen voll Zinn nach Nürnberg entsandt hatte, auf dem Rückweg in einem Waldstück bei Eger von seinem Fuhrmann erschlagen.

## Auszüge
Über den frühen Tod seines Sohnes Christoph Hammerdörffer schreibt Johann Christian Engelschall in Beschreibung Der Exulanten- und Bergstadt Johann Georgen Stadt:

„A. 1670 d. 28. Jun: kame Christoph Hammerdörffer / Gabriel Hammerdörffers / hiesigen Bürgermeisters Sohn / auf der Reise im 22sten Jahr seines Alters folgender Gestaltum: Es verschicket ihn der Vater mit dem Zinn / welches Georg Sichert / ein Fuhrmann aus der neuen Rohlau / aufgeladen / nach Nürnberg / die Gelder einzucassiren / und mit denen Handelsleuten daselbst bestandt zu werden / und dieses um so viel mehr / weil man den Fuhrmann allstets treu und redlich erfunden hatte. Es liesse auch die Expediction in so weit glücklich ab / daß sie wieder auf dem Rückweg begriffen. Alls aber selbige / zwischen Mitlerteig und Eger / durch den Wald passirten / und Hammerdörffer sich /auf Veranlas=sung des Fuhrmanns /auf den Wagen geleget hatte / prüffte dieser erst mit der Peitsche / ob er schliefe / und versetzte ihn darauf mit seiner Rad=haue einen solchen Streich / daß jener nicht wußte / wie ihm geschahe / und den Thäter selbst um Hülffe anschrie / auch zu seinen bey sich habenden Carabiner griffe / welchen ihm aber der Fuhrmann aus denen Händen risse / und hiermit etliche tödtliche Steiche versetzte / hierauf denselben vom Wagen zoge / von Weg ab ins Holz schleppte / und mit ei=nem grossen Stein von 16. Pfunden / so viele Schläge gabe / daß er in den Augen des Mörders völlig todt schiene. Dieser aber fuhre fort / und als ihm zu Ende des Waldes / der Einnehmer aus Eger / seiner Proses-sion ein Balbier / begegnete / warnete er diesen / wier er sich wohl in Acht zu nehmen / weil ihn 3. Mörder in Walde angefallen / deren er sich kaum erwehren können. Jndem nun der Einnehmer fort reitet / und seine Pistolen parat hält / bohlet et mitlerweile einen reisenden Bäcker=Knecht ein / und nöthigte ihn sich der Gelegenheit zu bedienen / und aufzusitzen / welcher dieser auch thate / und hierauff wahrnahme / daß der Fuhrmann etliche mahl Blut aus der Nase mit Gewalt gezogen / und an des Bä=cker=Knechts Rock gewischet. Da hingegen des Einnehmers Hündgen auf die Spur des Erschlagenen kommt / und / als es den Cörper findet / anschläget / welches jenen beweget / abzusteigen und nachzusehen. Fin=det auch den armen Menschen in seinem Blute zappeln / seuffzen und mit dem Tode ringen / dem er zwar zurufft: Wie ihm geschehen ? kunte aber nichts / als diese ausgeröchelten Worte vernehmen: Fuhrman ! Fuhr=mann ! Weswegen der Einnehmer einer nahen hütenden Schaf=Hirtin ruffte / daß sie Wasser herbey brachte / den Verwundeten zu saubern / striche ihn mit Balsam an / betete etliche Sprüche vor / und versicherte gleich nach Eger zu reiten / daß man ihn dahin abholete. Es ware aber dieser kaum hinweg / so starbe Hammerdörffer / weswegen die Egeri=sche Gerichte bey ihrer Ankunfft den Cörper in eine nahe stehende Capelle schafften und ihn saubern liessen. Schickten auch dem Fuhrmann einen Einspänniger nach / der ihn gütlich erinnerte / daß / weil er dieses mahl Eger vorbey gefahren / selbiger wieder mit dahin sich verfügen / und in=geheim wegen des verfahrnen Zolls mit dem Einnehmer abfinden solte / damit ihm nicht grosser Schade daraus zu wüchse.“

## Familie
Hammerdörffer heiratete in erster Ehe 1635 in Platten Maria Jungk (1615–1644), in zweiter Ehe 1644 in Eibenstock Anna Maria Löbel (1626–1667) und in dritter Ehe 1672 in Johanngeorgenstadt Margaretha Roth (1646–1697). Aus den Ehen gingen hervor:
- Johannes (Gabriel) (1637–1695), Schichtmeister; ⚭ 1661 Anna Rebecca Glaßmann (1643–1690).
- Simon (1639–1671), Magister.
- Anna Maria (1641–1682),⚭ 1661 Eusebius Förster, Richter und Kämmerer.
- Maria (1644–1723); ⚭ 1664 Johann Bleyer (1639–1722).
- Anna Catharina (1647–1702); 1.⚭ 1669 Kilian Epperlein; 2.⚭ 1689 Georg Gruss.
- Christoph (1649–1670), ermordet bei Eger.
- Anna Rosina (1651–1718); ⚭ 1672 Justus Hermann Grabe.
- Johann Heinrich (1653–1738), Goldarbeiter; ⚭ 1682 Susanna Regina Siegel (* 1660).
- Anna Regina (1655–1706); ⚭ 1675 Johann Georg Schmidt.
- Dorothea (1658–1664); 1.⚭ 1678 Johannes Meissner; 2.⚭ 1690 David Friedrich
- Anna Sophia (1661–1680); ⚭ 1680 Martin Kramer
- Maria Magdalena (1664–1741); ⚭ 1684 Georg Christoph Groß
- Gabriel (1673–1697), Fleischermeister; ⚭ 1697 Anna Maria Weickert (* 1675)
- Hans Christoph (1675–1689).
- Maria Catharina (1678–1710); ⚭ 1696 Johann Caspar Löbel (1672–1740), Bürgermeister und Handelsmann.